# جيري فالويل
جيري ليمون فالويل الأب. (11 أغسطس 1933 - 15 مايو 2007) قس أمريكي مسيحي أصولي. ولد في مدينة لينشبرغ بولاية فرجينيا. أسس كنيسة توماس رود المعمدانية في لينشبرغ، وكذلك جامعة ليبرتي. كما أسس منظمة الأغلبية الأخلاقية. كانت لديه آراء متشددة في مواضيع مثل المثلية والإجهاض والعلمانية. كانت لديه مواقف مؤيدة لدولة إسرائيل ومعادية للإسلام. حيث وصف الرسول محمد بال«إرهابي». حيث طالت الهجمات الكلامية التي أطلقها فالويل خلال حياته طالت اتجاهات فكرية واسعة من ليبراليين ويهود ومسلمين وسود ومثليين ونشطاء المرأة وتنظيمات للحقوق المدنية.

## روابط خارجية
- جيري فالويل على موقع IMDb (الإنجليزية)
- جيري فالويل على موقع الموسوعة البريطانية (الإنجليزية)
- جيري فالويل على موقع ميوزك برينز (الإنجليزية)
- جيري فالويل على موقع إن إن دي بي (الإنجليزية)
- جيري فالويل على موقع ديسكوغز (الإنجليزية)
- جيري فالويل على موقع قاعدة بيانات الفيلم (الإنجليزية)